# Rue du Chevaleret
Rue du Chevaleret är en gata i Quartier de la Gare i Paris trettonde arrondissement. Gatans namn är av oklart ursprung. Rue du Chevaleret börjar vid Rue Régnault 16 och slutar vid Boulevard Vincent-Auriol 79.

## Bilder
| - Gatuskylt. - Notre-Dame-de-la-Gare. - Square Héloïse-et-Abélard. |

## Omgivningar
- Notre-Dame-de-la-Gare
- Square Héloïse-et-Abélard
- Cour du Liégat
- Passage des Crayons
- Promenade Claude-Lévi-Strauss
- Parvis Alan-Turing
- Impasse Bourgoin
- Impasse Clisson

## Kommunikationer
- Tunnelbana – linje  – Chevaleret
- Tunnelbana – linje  – Bibliothèque François Mitterrand
- Busshållplats Bibliothèque Francois Mitterand Gare – Paris bussnät

### Webbkällor
- ”Rue du Chevaleret”. Mairie de Paris. https://web.archive.org/web/20190905051853/http://www.v2asp.paris.fr/commun/v2asp/v2/nomenclature_voies/Voieactu/1984.nom.htm. Läst 10 oktober 2023.
- ”Rue du Chevaleret”. Les rues de Paris. https://web.archive.org/web/20190915113433/http://www.parisrues.com/rues13/paris-13-rue-du-chevaleret.html. Läst 10 oktober 2023.